# Ален (Германия)
Ален (на немски: Ahlen) е град в Северен Рейн-Вестфалия, Германия, 30 км югоизточно от Мюнстер . Ален е част от окръг Варендорф и е икономически най-важният град в този окръг. Ален е част от по-големия регион Мюнстер и от историческата област Мюнстерланд. Близките села Долберг, Ворхелм и Тьонишаушен също са част от Ален.

## История
Първото записано споменаване на Ален е във Vita Liudgeri, датиращо от около 850 г. Името на града означава „змиорки“. На герба на града е изобразена змиорка, украсена с корона и пера.
Началото на заселването вероятно се дължи на това, че е имало пресичане през река Верзе, което е било и пресичане на два ключови пътя (Хам – Ален – Варендорф и Бекум – Ален – Херберн) и началото на трети път (Ален – Мюнстер). В ранните си векове новопостроеното селище е било построено около епископски двор. В безопасното убежище на това църковно укрепление първите заселници са били занаятчии и търговци, които са търгували с местните фермери и селяните от двора. Търговията на дълги разстояния започва през втората половина на 12 век – доказателство са имената на търговци от Ален, открити във фактури на търговци в Любек. Ален също е бил част от северногерманската Ханза. През това време е построена градска стена с пет кули (около 1271 г.). Премахването ѝ е започнало през 1765 г., а последният намек за нея е би премахнат преди 1929 г.
Ален бързо нараства през 13-и век и около 1285 година, населението е толкова голямо, че е създадена нова църква (Св. Мария) е основана до старата (Св. Вартоломей). От това следва вероятността, че по това време Ален е един от 18-те най-големи града във Вестфалия. Нарастването на града обаче е възпрепятствано през 14-и век от Черната смърт. Според преброяването на града от 1389 г. в Ален са останали само 63 семейства. Но градът се възстанови. През 1454 г. списък с граждани показва 212 семейства, живеещи в Ален; седем благородни семейства и техните прислуги са живеели в епископския двор. Въз основа на този брой семейства, изчислената оценка на населението от 1300 граждани би била реалистична. По това време градът е имал четири квартала – всички те са с еднакъв размер и всеки квартал е кръстен на собствената си градска порта. Всеки квартал е отговорен за защитата на своята част от градската стена и порта.
През 16 век е имало три епидемии от чума през 1505, 1551 и 1592 г .; проказата също убила много хора в града. През 1571 г. кметът и съветът решават да построят специална болница за проказа. Пагубните пожари през 1483, 1668 и 1744 г. са отговорни за по-нататъшното спиране на растежа на Ален.
Оцелели са около 20 документа от съдебни процеси срещу вещици от 1574 до 1652 г. Ловът на вещици започва през 1574 г. със смъртта на четири жени. След това Питър Клейкамп беше обвинен, че е върколак. Той е бил изтезаван и изгорен жив на клада. През 1616 г. Кристиан сум Лое е обвинена във вещерство, след което е полудяла и умряла в затвора. Последният известен процес е през 1652 г. срещу Анна Саделерс, която е била изтезавана, изгорена жива на кладата и обезглавена.

### Националсоциализмът и Втората световна война
През 1938 г. хората на Ален разрушават синагогата на Ален. До ноември 1938 г. вече няма евреи в Ален.

## Икономика и администрация
Една от най-известните компании в Ален е Franz Kaldewei GmbH & Co. KG, един от най-големите производители на вани в света. Също така добре познат е LR Health & Beauty Systems който е закупен от Apax Partners през 2004 г.

## Икономика
Икономиката на Ален е била доминирана от въглищната промишленост в продължение на почти един век.

## Побратимени градове
Ален е побратимен с:
- Диферданж, Люксембург
- Пенцберг, Германия
- Телтов, Германия
- Темпелхоф-Шьонберг, Германия

## Препратки
1. ↑  google map, retrieved 3 May 2019.
2. ↑  Memorial Holocaust Ahlen - Ahlen //   www.tracesofwar.com. Посетен на 23 ноември 2021.
3. ↑  Lrworld.com
4. ↑  Partnerstädte //  ahlen.de.   Ahlen.  Архивиран от оригинала на 2022-05-31. Посетен на 2021-02-04. (на немски)

## външни връзки
- Официален сайт (на немски)